# Шане, Джексон
Дже́ксон Шане́ (фр. Jackson Chanet; род. 7 февраля 1978, Сен-Дизье) — французский боксёр, представитель первой тяжёлой, полутяжёлой и второй средней весовых категорий. Выступал за сборную Франции по боксу в конце 1990-х годов, чемпион Европы, трёхкратный победитель французского национального первенства, участник летних Олимпийских игр в Сиднее. В период 2001—2011 годов боксировал на профессиональном уровне, владел титулом чемпиона Европейского боксёрского союза.

## Биография
Джексон Шане родился 7 февраля 1978 года в городе Сен-Дизье департамента Верхняя Марна. Проходил подготовку в местном одноимённом боксёрском клубе CP Saint Dizier.

### Любительская карьера
Впервые заявил о себе в 1998 году, одержав победу на чемпионате Франции в первой тяжёлой весовой категории. В течение двух последующих лет вновь становился лучшим в своём весе. На Открытом Кубке Франции и на международном турнире «Золотой пояс» в Бухаресте дважды встречался с итальянцем Джакоббе Фрагомени, но оба раза проигрывал ему. На турнире «Таммер» в Финляндии был остановлен в полуфинале российским боксёром Игорем Кшининым.
Первого серьёзного успеха на взрослом международном уровне добился в сезоне 2000 года, когда вошёл в основной состав французской национальной сборной и побывал на чемпионате Европы в Тампере, откуда привёз награду золотого достоинства — одолел в первом тяжёлом весе всех своих соперников по турнирной сетке, в том числе в решающем финальном бою взял верх над россиянином Султаном Ибрагимовым.
Благодаря череде удачных выступлений удостоился права защищать честь страны на летних Олимпийских играх в Сиднее — в категории до 91 кг прошёл в стартовом поединке алжирца Мохамеда Аззауи, но на стадии четвертьфиналов вновь встретился с Султаном Ибрагимовым и на сей раз уступил ему со счётом 13:18.

### Профессиональная карьера
Вскоре по окончании сиднейской Олимпиады Шане покинул расположение французской сборной и в 2001 году успешно дебютировал на профессиональном уровне. В течение четырёх лет одержал более двадцати побед, не потерпев при этом ни одного поражения, в том числе завоевал титул чемпиона Франции в полутяжёлом весе и титул чемпиона Европейского Союза во второй средней весовой категории.
В ноябре 2005 года стал обладателем титула чемпиона Европы по версии Европейского боксёрского союза (EBU) во втором среднем весе, выиграв единогласным решением судей у представителя Украины Виталия Цыпко. Тем не менее, уже во время первой защиты в апреле 2006 года лишился этого чемпионского пояса — был нокаутирован в одиннадцатом раунде армянином Мгером Мкртчяном, тем самым потерпев первое в профессиональной карьере поражение.
Впоследствии одержал две победы и попытался вернуть себе титул чемпиона Европы EBU, который на тот момент уже принадлежал грузину Давиду Гогии. Противостояние между ними продлилось всё отведённое время, в итоге судьи единогласным решением отдали победу Гогии.
Последний раз Джексон Шане боксировал на профессиональном уровне в январе 2011 года — в бою за титул чемпиона Средиземноморья по версии Всемирного боксёрского совета (WBC) в полутяжёлом весе встретился сербом Геардом Аетовичем и был нокаутирован уже в первом раунде. В общей сложности провёл среди профессионалов 32 боя, из них 29 выиграл (в том числе 15 досрочно) и 3 проиграл.